# Aleksei Druzin
Bản mẫu:Eastern Slavic name
Aleksei Aleksandrovich Druzin (tiếng Nga: Алексей Александрович Друзин; sinh ngày 3 tháng 1 năm 1987) là một cầu thủ bóng đá người Nga thi đấu ở vị trí tiền vệ trung tâm cho F.K. Rotor Volgograd.